# Passa Mal
"Passa Mal" é uma canção da cantora e compositora brasileira Marília Mendonça, lançada como o sexto single do álbum Todos os Cantos (2019) em 9 de dezembro de 2018 pela gravadora Som Livre.

## Composição
Assim como todas as canções de Todos os Cantos (2019), "Passa Mal" não é uma música autoral. A canção aborda a superação de uma mulher a um fim de relacionamento.

## Gravação
A canção foi gravada em 22 de novembro de 2018 na Praça Rio Branco, em Recife, Pernambuco. Apesar de ter sido anunciado no mesmo dia, a apresentação conteve significativa participação do público, que se deslocou como pôde.
Durante a gravação, Marília justificou a escolha da música:

É uma alegria muito grande estar aqui. Obrigado por terem vindo presenciar esse momento comigo. Eu escolhi gravar aqui uma música de superação, porque é isso que o Recife me lembra e representa para mim.

## Lançamento e recepção
"Passa Mal" foi lançada como single em 9 de dezembro de 2018 simultaneamente com sua versão em videoclipe, e teve um destaque menor em relação aos demais singles, sobretudo por "Bebi Liguei" ter sido lançado em uma semana depois. Apesar disso, em 2020, o single recebeu a certificação de disco de diamante da Pro-Música Brasil.

## Vendas e certificações
| País   | Associação de gravadoras | Certificação | Vendas    |
| ------ | ------------------------ | ------------ | --------- |
| Brasil | Pro-Música Brasil        | - Diamante   | - 600.000 |